# Berjosowka-Mammut

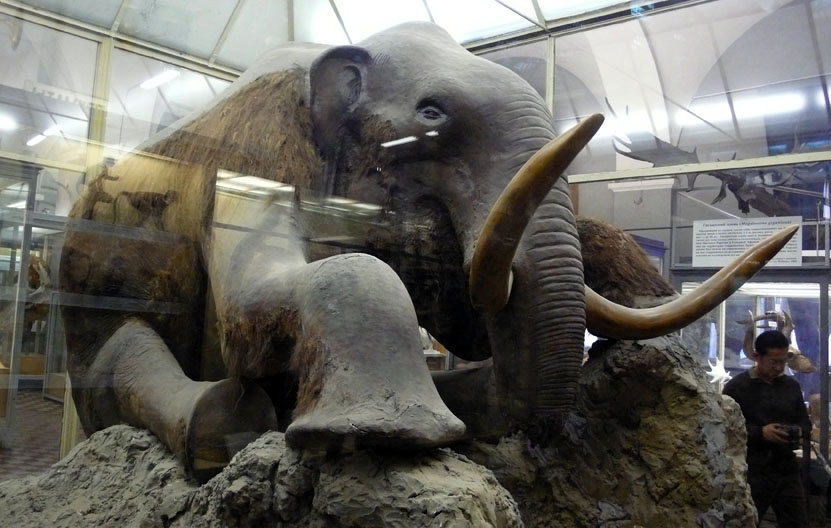
Dermoplastik des Berjosowka-Mammuts im Zoologischen Museum Sankt Petersburg.

Das Berjosowka-Mammut ist ein außergewöhnlich gut erhaltenes Exemplar eines Wollhaarmammuts, das bis zum Beginn des 20. Jahrhunderts im Permafrost Sibiriens konserviert war. Zu seiner Bergung sandte die Kaiserlich Russische Akademie der Wissenschaften im Jahr 1901 die Zoologen Otto Herz (1856–1905) und Eugen Pfizenmayer an die Berjosowka, einen rechten Nebenfluss der Kolyma. Eine Dermoplastik und das Skelett des Mammuts werden im Zoologischen Museum in Sankt Petersburg ausgestellt.

## Fundumstände

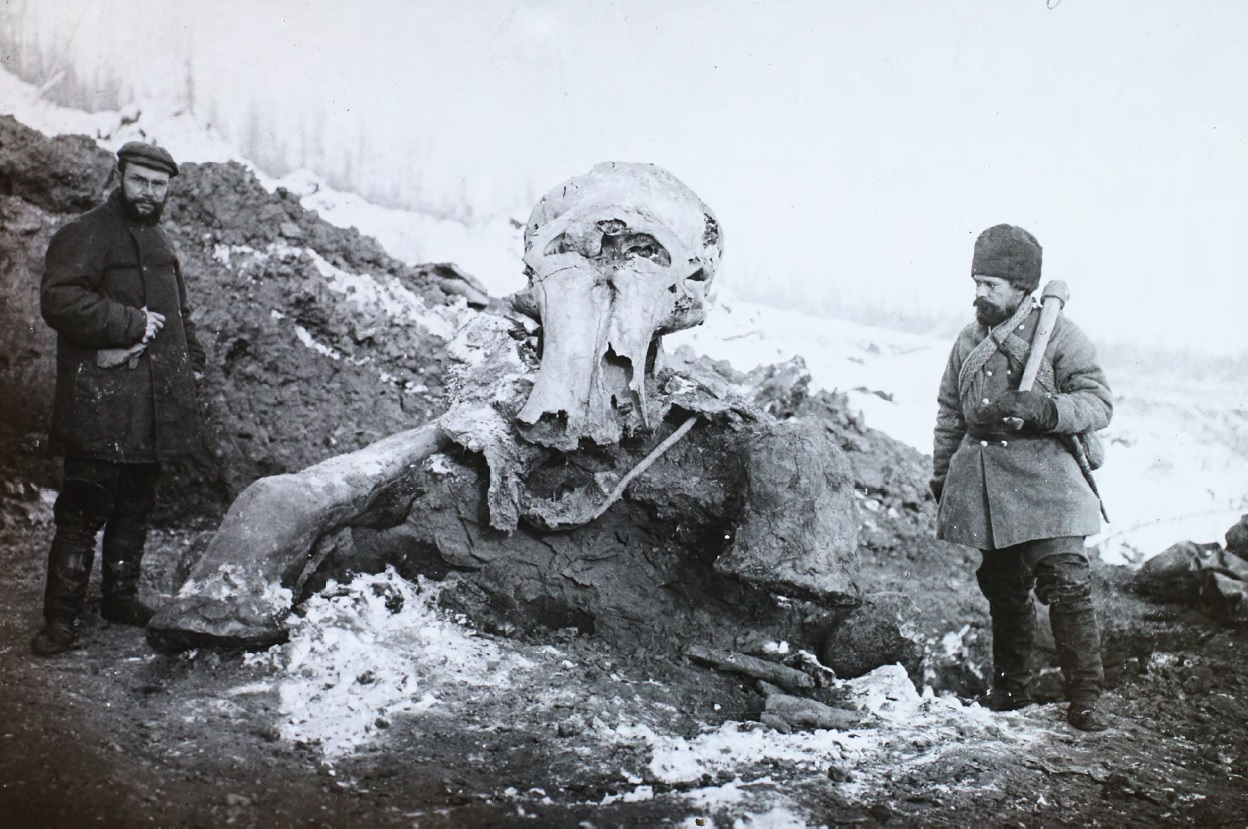
Eugen Pfizenmayer (links) mit einem Helfer an der Fundstelle des Mammuts

Im August des Jahres 1900 stieß der Ewene Semjon Tarabykin bei der Verfolgung eines Elchs auf den Kadaver eines Mammuts, der am Steilufer der Berjosowka aus dem Erdreich ragte. Wölfe hatten bereits den Rüssel und Teile des freiliegenden Rückens gefressen. Der Kadaver war ansonsten aber vollständig und in außergewöhnlich gutem Erhaltungszustand. Gemeinsam mit weiteren Ewenen barg Tarabykin am nächsten Tag einen der Stoßzähne. Als der Kosak Innokenti Jawlowski von der Entdeckung erfuhr, ließ er sich an die Fundstelle führen, deckte diese ab und informierte anschließend die Behörden.
Im April 1901 erreichte die Nachricht vom seltenen Fund die Akademie der Wissenschaften in Sankt Petersburg, die in aller Eile eine Expedition aussandte. Über Irkutsk, Schigalowo, Ust-Kut, Jakutsk, Werchojansk und Srednekolymsk reisten die Kuratoren des Zoologischen Museums Otto Herz und Eugen Pfizenmayer zur Fundstelle des Mammuts. In der Polizeistation von Srednekolymsk fanden sie den von Tarabykin entfernten Stoßzahn. Anfang September wurde der Kadaver erreicht, der dadurch, dass sein überwiegender Teil sich im gefrorenen Boden befand, noch immer gut konserviert war. Er befand sich 35 m über dem Fluss an einem sich im Halbkreis hinziehenden bis zu 113 m hohen Absturzfeld. Die horizontale Entfernung zum östlich gelegenen Fluss betrug 62 m.
Nachdem sie ihm den Kopf abgetrennt hatten, errichteten die Männer über dem Tier eine Blockhütte, die sie mit zwei Öfen beheizten, um den Boden und den zu bergenden Kadaver aufzutauen. Da ein Transport des vollständigen Tiers nicht möglich war, zerlegten die Männer den Kadaver innerhalb von drei Wochen in kleinere Teile. Diese wurden bandagiert, mit Heu umwickelt, in Säcke gesteckt und in Rinder- und Pferdehäute eingenäht. Im Freien gelagert gefroren die Pakete wieder. Am 10. Oktober waren die Arbeiten abgeschlossen, und die Expedition begab sich mit einer Last von mehr als 100 Pud (rund 1,6 Tonnen) auf die Heimreise. Vor die etwa 20 Transportschlitten waren manchmal Pferde und manchmal Rentiere gespannt. Am 18. Februar 1902 traf die Expedition mit einem Postzug der Transsibirischen Eisenbahn wieder in Sankt Petersburg ein.

## Befunde
Der ausgewachsene Mammutbulle war zum Zeitpunkt seines Todes 45 bis 50 Jahre alt. Er befand sich in sitzender Haltung, die Hinterbeine ausgestreckt unter dem Körper. Im Beckenbereich wies er mehrere Knochenfrakturen auf. Auch einige Rippen und das rechte Vorderbein waren gebrochen. Seine Verletzungen hatten zu einer großen Blutansammlung in der Bauchhöhle geführt. Pfizenmayer nahm an, dass das Tier in ein Loch gestürzt sei. Es hatte noch versucht, sich zu befreien, aber der Tod hatte sich wohl sehr schnell eingestellt, da sich auf der gut erhaltenen Zunge und auf den Backenzähnen des Unterkiefers noch reichlich unzerkleinerte Pflanzenreste befanden. Herz und Pfizenmayer konnten auch den Mageninhalt bergen. Die letzte Mahlzeit des Mammuts bestand aus verschiedenen Seggenarten, Quendel, Gelbem Alpenmohn sowie Scharfem Hahnenfuß, Alpenwiesenraute und Alpen-Waldrebe. Da einige der Pflanzen bereits Samen trugen, wird das Mammut im Herbst gestorben sein. Herz, Lunge und Leber waren von den Raubtieren bereits gefressen worden. Die Haut des Mammuts war zwei und die darunterliegende Fettschicht bis zu neun Zentimeter dick. Das rötlich-braune Fell enthielt borstige, bis zu 50 cm lange Haare, aber auch weichere Unterwolle aus durchschnittlich 5 cm langen Haaren. Ausgezeichnet erhalten waren der Penis und der 35 cm lange Schwanz. Das Tier hatte eine Höhe von 2,80 m und war vom Ende der Stoßzähne bis zum ersten Schwanzwirbel 4,05 Meter lang. Neuere Altersbestimmungen per Radiokarbonanalyse ergaben, dass es vor etwa 44.000 Jahren lebte.
Das Berjosowka-Mammut war der bis dahin besterhaltene bekannt gewordene Kadaver eines Wollhaarmammuts. Seine Bergung führte zu einer in jeder Hinsicht bedeutenden Erweiterung des Wissens über diese ausgestorbene Art aus der Familie der Elefanten. Ihr Skelett war nun in allen Teilen bekannt. Auch der größte Teil der Weichteile und das Haarkleid konnten einer detaillierten Analyse unterzogen werden. Zum ersten Mal wurde ein gut erhaltener Schwanz gefunden. 12 Kilogramm unverdauten Mageninhalts gaben erstmals Auskunft über die bevorzugte Nahrung des Wollhaarmammuts.

## Rekonstruktion

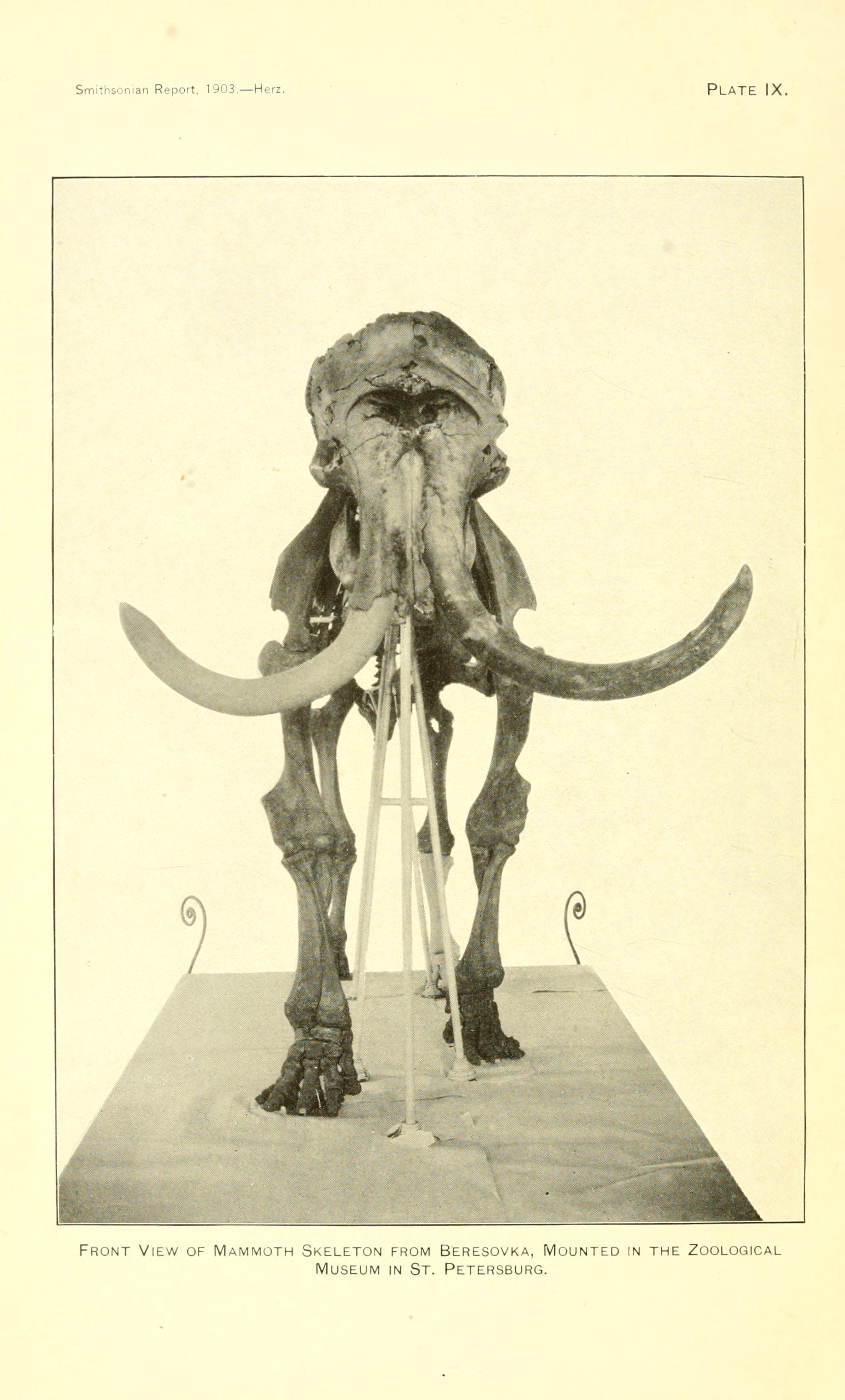
Skelett des Berjosowka-Mammuts im Zoologischen Museum Sankt Petersburg.

Von den Präparatoren des Zoologischen Museums in Sankt Petersburg wurde aus der Haut des Berjosowka-Mammuts eine Dermoplastik hergestellt, die das Tier in der Stellung zeigt, in der es gefunden wurde. Seit 1903 befindet sie sich gemeinsam mit dem Skelettpräparat in der Dauerausstellung des Museums und ist einer seiner Besuchermagneten. Kleinere Proben der Haut, der Haare, des Muskelgewebes und des Mageninhalts verkaufte Pfizenmayer 1922 an die Smithsonian Institution in New York. Auch ein Mammutohr in der paläontologischen Studiensammlung Martin Schmidt des Städtischen Museums Aschersleben stammt mit großer Wahrscheinlichkeit vom Berjosowka-Mammut.